# 莱蒙龙
莱蒙龙（法語：Les Monts-Ronds，法語發音：[le mɔ̃ ʁɔ̃]）是法国杜省的一个市镇，属于贝桑松区。该市镇于2022年由原市镇梅雷苏蒙特龙和维莱苏蒙特龙合并而成，行政中心位于梅雷苏蒙特龙。

## 地理
莱蒙龙（47°9'8"N, 6°4'10"E）面积17.12 平方千米，位于法国勃艮第-弗朗什-孔泰大區杜省，该省份为法国东部内陆省份，北起上索恩省，西接汝拉省，东部及东南部与瑞士接壤，东北部与贝尔福地区省接壤。
与莱蒙龙接壤的市镇（或旧市镇、城区）包括：拉韦兹、塔尔瑟奈-富什朗、马尔布朗、蒙特龙堡、丰坦。
莱蒙龙的时区为UTC+01:00、UTC+02:00（夏令时）。

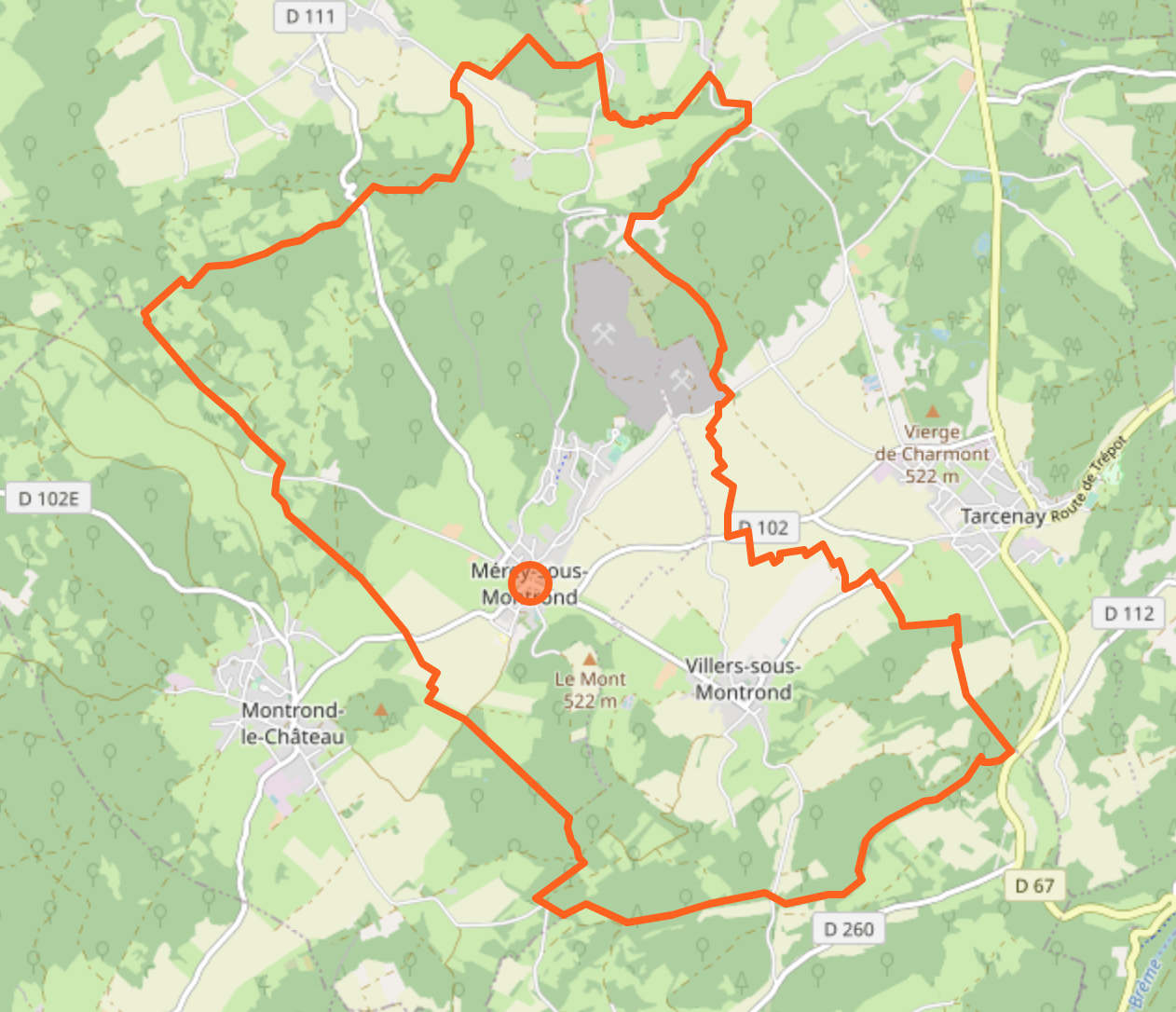
莱蒙龙的OSM定位图

## 行政
莱蒙龙的邮政编码为，INSEE市镇编码为25375。

## 政治
莱蒙龙所属的省级选区为奥尔南县。

## 人口
莱蒙龙于2022年1月1日时的人口数量为669人。